# فرودگاه ال باگر
فرودگاه ال باگر (به انگلیسی: El Bagre Airport) (به زبان بومی: Aeropuerto El Tomin) یک فرودگاه همگانی با کد یاتا EBG است که یک باند فرود آسفالت دارد و طول باند آن ۱۳۱۴ متر است. این فرودگاه در کشور کلمبیا قرار دارد و در ارتفاع ۵۵ متری از سطح دریا واقع شده است.